# Christa Franze
Christa Franze (* 24. Dezember 1927 in Zittau; † 7. November 2009 in Leipzig) war eine deutsche Tänzerin.

## Vita
Christa Franze erlebte ihre Kindheit in Zittau und war begeistert von Ballettaufführungen im Stadttheater. Sie nahm dort Ballettunterricht und bestand mit 14 Jahren die Eignungsprüfung in Dresden. Christa Franze begann ihre Ausbildung zur Bühnentänzerin unter dem Ballettdirektor Walter Kreideweiß an der Dresdner Oper. Sie arbeitete als Bühnentänzerin mit Soloverpflichtung am Stadttheater Zittau und von 1949 bis 1958 an der Oper Leipzig. 
Im Anschluss an ihre Bühnenlaufbahn begann Christa Franze eine Ausbildung zur Buchhändlerin in Leipzig. Sie nahm Rezitationsunterricht bei Ruth Kommerell in Berlin und gestaltete Kammertanzabende bei der Leipziger Spielgemeinde, der sie 12 Jahre angehörte. In Gedichten und den regelmäßig an Interessierte versendeten Gedankensplittern teilte Christa Franze ihre durch Spiritualität geprägte Weltsicht. 
2005 beteiligte sich Christa Franze an einem Tanzprojekt und erlebte bei dem Opern- und Tanzensemble Heike Hennig & Co ihr Bühnencomeback an der Oper Leipzig. Unter der Leitung der Leipziger Choreografin Heike Hennig und Friedrich U. Minkus erarbeitete Christa Franze mit ihren ehemaligen Tänzerkollegen Ursula Cain, Siegfried Prölß und Horst Dittmann das autobiographische Tanztheater Zeit – tanzen seit 1927 in dem ihre Lebensgeschichte erzählt und getanzt wird. Das Tanztheater der Generationen von Heike Hennig feierte seitdem außergewöhnliche Erfolge. Das Tanztheater wurde unter dem Titel Tanz mit der Zeit von Trevor Peters für ZDF und ARTE verfilmt, kam 2007/8 mit Berichten bis in die Tagesthemen und in die deutschen Kinos. Unter dem gleichnamigen Titel erschien 2008 das Buch zum Tanztheater der Generationen von der Autorin Marion Appelt mit Vorwort von Renate Schmidt und zahlreichen Tanzfotos von Siegfried Prölß und Friedrich U. Minkus.
Bis November 2008 tanzte Christa Franze unter anderem in Heike Hennigs Tanztheaterstück ZeitSprünge, in dem die älteren Protagonisten mit den jüngeren Tänzern von Heike Hennig & Co in einen Austausch von Energien, Ideen und Erfahrungen treten. Das Tanztheater der Generationen ist als Kinofilm und Bühnenstück auf internationalen Festivals zu erleben; so war es mit Unterstützung des Ballet British Columbia zur Nordamerika Premiere als Dancing with  Time 2008 in Vancouver zu sehen. Am 12. Dezember 2009 erfolgte die Erstausstrahlung des Films im europäischen Fernsehen auch unter dem französischen Titel Danse avec le temps.
Nach kurzer Krankheit starb Christa Franze am 7. November 2009 in Leipzig.